# Lijst van rijksmonumenten in Woerden (plaats)

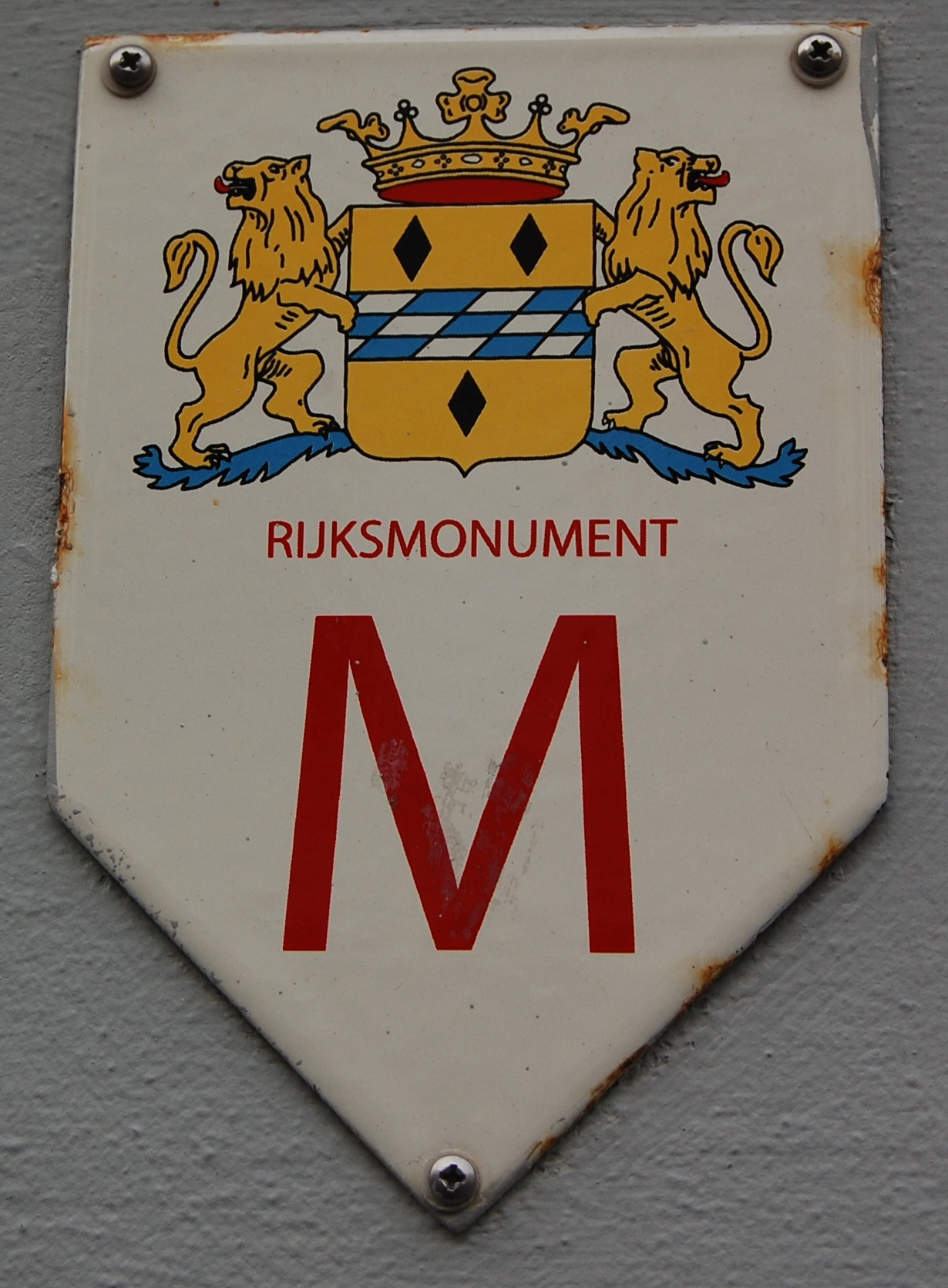
In Woerden wordt een specifiek schildje aangebracht op het gebouw om aan te duiden dat het een Rijksmonument is, met het wapen van Woerden

De stad Woerden telt 50 inschrijvingen in het rijksmonumentenregister. Hieronder een overzicht.
| Object                                                           | Oorspronkelijke functie?  | Bouwjaar                     | Architect                                         | Locatie                  | Coördinaten?                 | Nr.?   | Afbeelding            |
| ---------------------------------------------------------------- | ------------------------- | ---------------------------- | ------------------------------------------------- | ------------------------ | ---------------------------- | ------ | --------------------- |
| Zomerhuis                                                        | Boerderij                 | 18e eeuw                     |                                                   | Kromwijkerdijk bij 5A    | 52° 4' 25" NB, 4° 53' 42" OL | 25974  | Meer afbeeldingen     |
| Voormalige huis "Wulverhorst"                                    | Boerderij                 | 18e eeuw                     |                                                   | Kromwijkerdijk 1a        | 52° 3' 16" NB, 4° 54' 55" OL | 25993  | Meer afbeeldingen     |
| Boerderij met hoog rieten zadeldak en voorgevel met vlechtingen  | Boerderij                 | 18e eeuw                     |                                                   | Kromwijkerdijk 1         | 52° 3' 16" NB, 4° 54' 55" OL | 25994  | Meer afbeeldingen     |
| "Vlooswijk"                                                      | Boerderij                 | 17e eeuw                     |                                                   | Kromwijkerdijk 15        | 52° 4' 22" NB, 4° 53' 11" OL | 25995  | Meer afbeeldingen     |
| Leeuwenstein                                                     | Boerderij                 | 17e eeuw                     |                                                   | Kromwijkerdijk 18        | 52° 4' 24" NB, 4° 53' 7" OL  | 25996  | Meer afbeeldingen     |
| Pand met topgevel, gepleisterd                                   | Woonhuis                  | 18e eeuw                     |                                                   | Polanerzandweg 6         | 52° 4' 25" NB, 4° 54' 2" OL  | 25997  | Meer afbeeldingen     |
| Herenhuis met rechte lijstgevel                                  | Woonhuis                  | begin 19e eeuw               |                                                   | Polanerzandweg 10        | 52° 4' 27" NB, 4° 53' 60" OL | 25998  | Meer afbeeldingen     |
| Boerderij, langhuis                                              | Boerderij                 | 18e eeuw                     |                                                   | Polanerzandweg 13        | 52° 4' 28" NB, 4° 53' 57" OL | 25999  | Meer afbeeldingen     |
| Boerderij "Voorbreed"                                            | Boerderij                 | 17e eeuw                     |                                                   | Rietveld 128             | 52° 5' 0" NB, 4° 49' 40" OL  | 342870 | Meer afbeeldingen     |
| Lutherse Kerk                                                    | Kerk en kerkonderdeel     | 1646                         |                                                   | Jan de Bakkerstraat 13   | 52° 5' 16" NB, 4° 53' 5" OL  | 39286  | Meer afbeeldingen     |
| Boerderij "Rijneveld"                                            | Boerderij                 | 18e eeuw                     |                                                   | Geestdorp 21             | 52° 5' 58" NB, 4° 53' 59" OL | 39287  | Meer afbeeldingen     |
| Pand onder pannen zadeldak                                       | Boerderij                 | waarschijnlijk eind 18e eeuw |                                                   | Geestdorp 25             | 52° 5' 50" NB, 4° 54' 28" OL | 39288  | Meer afbeeldingen     |
| Boschlust                                                        | Bijgebouwen kastelen enz. | midden 19e eeuw              |                                                   | Geestdorp 28             | 52° 5' 53" NB, 4° 54' 42" OL | 39289  | Meer afbeeldingen     |
| Witgepleisterd pandje                                            | Dienstwoning              | 19e eeuw                     |                                                   | Geestdorp 29             | 52° 5' 60" NB, 4° 54' 46" OL | 39290  | Witgepleisterd pandje |
| Voormalige R.K.Pastorie                                          | Kerkelijke dienstwoning   | 17e/18e eeuw                 |                                                   | Groenendaal 24A          | 52° 5' 11" NB, 4° 52' 59" OL | 39291  | Meer afbeeldingen     |
| Arsenaal                                                         | Militaire opslagplaats    | 1762                         |                                                   | Groenendaal 26Ongd       | 52° 5' 10" NB, 4° 52' 58" OL | 39292  | Meer afbeeldingen     |
| Voormalige Stadhuis                                              | Bestuursgebouw en onderdl | 1501/1601                    |                                                   | Kerkplein 6              | 52° 5' 10" NB, 4° 53' 4" OL  | 39293  | Meer afbeeldingen     |
| Voormalig Gereformeerd Weeshuis                                  | Sociale zorg, liefdadigh. | 18e eeuw                     |                                                   | Havenstraat 6            | 52° 5' 9" NB, 4° 53' 5" OL   | 39294  | Meer afbeeldingen     |
| Rondboogpoortje                                                  | Fort, vesting en -onderdl | 16e eeuw                     |                                                   | Kazernestraat            | 52° 5' 7" NB, 4° 52' 59" OL  | 39295  | Meer afbeeldingen     |
| Petruskerk                                                       | Kerk en kerkonderdeel     | 14e eeuw                     |                                                   | Kerkplein 5              | 52° 5' 10" NB, 4° 53' 2" OL  | 39296  | Meer afbeeldingen     |
| Petruskerk (toren)                                               | Kerk en kerkonderdeel     | 14e eeuw                     |                                                   | Kerkplein                | 52° 5' 9" NB, 4° 53' 1" OL   | 39297  | Meer afbeeldingen     |
| Voormalige Kazerne                                               | Militair verblijfsgebouw  | 1790                         |                                                   | De Kazerne 1             | 52° 5' 7" NB, 4° 52' 57" OL  | 39298  | Meer afbeeldingen     |
| Huis Rijnoord                                                    | Kasteel, buitenplaats     | derde kwart 19e eeuw         |                                                   | Oostdam 12               | 52° 5' 16" NB, 4° 53' 25" OL | 39299  | Huis Rijnoord         |
| Toegangshek                                                      | Grensafbakening           |                              |                                                   | Oostdam bij 12           | 52° 5' 14" NB, 4° 53' 26" OL | 39300  | Toegangshek           |
| Boerderij onder met riet gedekt zadeldak met bewerkte daklijsten | Boerderij                 | 1838                         |                                                   | Kievitstraat 44          | 52° 5' 19" NB, 4° 53' 34" OL | 39301  | Meer afbeeldingen     |
| Pand met verdieping en schilddak                                 | Woonhuis                  | 17e eeuw                     |                                                   | Rijnstraat 11            | 52° 5' 14" NB, 4° 53' 2" OL  | 39302  | Meer afbeeldingen     |
| Pand                                                             | Werk-woonhuis             | eerste helft van de 17e eeuw |                                                   | Rijnstraat 18            | 52° 5' 13" NB, 4° 53' 2" OL  | 39303  | Meer afbeeldingen     |
| Pand met gewijzigde topgevel                                     | Opslag                    | 17e eeuw                     |                                                   | Rijnstraat 24            | 52° 5' 12" NB, 4° 53' 3" OL  | 39304  | Meer afbeeldingen     |
| Pand met verdieping en hoog schilddak met dakkapel               | Woonhuis                  | 17e of 18e eeuw              |                                                   | Rijnstraat 32-34         | 52° 5' 11" NB, 4° 53' 5" OL  | 39305  | Meer afbeeldingen     |
| St.Bonaventura                                                   | Kerk en kerkonderdeel     | 1890-1892                    |                                                   | Rijnstraat 60            | 52° 5' 7" NB, 4° 53' 13" OL  | 39306  | Meer afbeeldingen     |
| Kasteel van Woerden                                              | Kasteel, buitenplaats     | tussen 1404 en 1417          |                                                   | Rijnstraat 66            | 52° 5' 6" NB, 4° 53' 16" OL  | 39307  | Meer afbeeldingen     |
| Willemshoeve                                                     | Boerderij                 | 1678                         | Adolf van der Win                                 | Utrechtsestraatweg 32    | 52° 5' 20" NB, 4° 53' 44" OL | 39308  | Meer afbeeldingen     |
| De Windhond                                                      | Industrie- en poldermolen | 1755                         |                                                   | Wilhelminaweg 1          | 52° 5' 4" NB, 4° 52' 59" OL  | 39309  | Meer afbeeldingen     |
| Vestingwerken                                                    | Omwalling                 | 1702-1703                    | Menno van Coehoorn                                | Singel/Vestingwerken     | 52° 5' 15" NB, 4° 53' 16" OL | 39310  | Meer afbeeldingen     |
| Terrein waarin overblijfselen van de ridderhofstad Wulverhorst   | Archeologisch monument    | 13e eeuw                     |                                                   | Kromwijkerwetering       | 52° 4' 20" NB, 4° 53' 49" OL | 45622  | Upload foto           |
| Watertoren:                                                      | Nutsbedrijf               | 1906                         | Jan Schotel                                       | Oostsingel 1a            | 52° 5' 19" NB, 4° 53' 4" OL  | 512630 | Meer afbeeldingen     |
| Machinegebouw van de watertoren                                  | Industrie                 | 1906                         | Jan Schotel                                       | Oostsingel 1b            | 52° 5' 19" NB, 4° 53' 5" OL  | 512631 | Meer afbeeldingen     |
| Poortgebouw Oude Algemene Begraafplaats Hoge Wal                 | Begraafplaats en -onderdl | 1830                         |                                                   | Hogewal                  | 52° 5' 16" NB, 4° 53' 14" OL | 512642 | Meer afbeeldingen     |
| Algemene Begraafplaats                                           | Begraafplaats en -onderdl | 1829                         |                                                   | Hogewal                  | 52° 5' 16" NB, 4° 53' 14" OL | 512643 | Meer afbeeldingen     |
| Kaaspakhuis                                                      | Opslag                    | ca. 1900                     |                                                   | Eendrachtstraat 1a-b-c   | 52° 5' 12" NB, 4° 52' 55" OL | 512644 | Meer afbeeldingen     |
| Dubbele winkelwoonhuis                                           | Werk-woonhuis             | 1888                         | Nicolaas Molenaar                                 | Kerkstraat 5-7           | 52° 5' 10" NB, 4° 53' 5" OL  | 512645 | Meer afbeeldingen     |
| Begraafplaatsaula Algemene Begraafplaats                         | Begraafplaats en -onderdl | 1935                         |                                                   | Meeuwenlaan 35           | 52° 5' 32" NB, 4° 52' 54" OL | 512646 | Meer afbeeldingen     |
| Fabrieksschoorsteen                                              | Industrie                 | 1928                         | architectenbureau v/h I. van Hasselt en De Koning | Pannenbakkerijen 1       | 52° 5' 7" NB, 4° 52' 7" OL   | 512647 | Meer afbeeldingen     |
| Likeurstokerij                                                   | Industrie                 | 1888                         | Nicolaas Molenaar sr.                             | Rijnstraat 44            | 52° 5' 9" NB, 4° 53' 7" OL   | 512648 | Meer afbeeldingen     |
| Woonblok                                                         | Woonhuis                  | vlak voor 1900               |                                                   | Utrechtsestraatweg 4-6-8 | 52° 5' 13" NB, 4° 53' 32" OL | 512649 | Meer afbeeldingen     |
| Post- en telegraafkantoor                                        | Overheidsgebouw           | 1939                         | G.C. Bremer                                       | Utrechtsestraatweg 10    | 52° 5' 14" NB, 4° 53' 35" OL | 512650 | Meer afbeeldingen     |
| Kaaspakhuis                                                      | Opslag                    | 1906                         |                                                   | Utrechtsestraatweg 19    | 52° 5' 15" NB, 4° 53' 32" OL | 512651 | Kaaspakhuis           |
| Franciscanerklooster                                             | Klooster, kloosteronderdl | 1897-1899                    | J.H. Tonnaer                                      | Wilhelminaweg 77         | 52° 5' 5" NB, 4° 53' 11" OL  | 512652 | Meer afbeeldingen     |
| Eldorado                                                         | Woonhuis                  | 1842                         |                                                   | Oostdam 13               | 52° 5' 14" NB, 4° 53' 29" OL | 512653 | Meer afbeeldingen     |
| Breeveldse Molen (molenromp)                                     | Industrie- en poldermolen | 1864 (bouw) 1931 (onttakeld) |                                                   | Breeveld 6               | 52° 5' 39" NB, 4° 54' 56" OL | 527505 | Meer afbeeldingen     |